# James Tobin
James Tobin (Champaign (Illinois), 5 maart 1918 – New Haven (Connecticut), 11 maart 2002) was een Amerikaans econoom.
Hij studeerde af aan de 'University Laboratory High School' van Urbana, Illinois en Harvard University, was economisch adviseur van de regering van John F. Kennedy en doceerde jarenlang aan Yale University. In 1955 won hij de John Bates Clark Medal en in 1981 de Prijs van de Zweedse Rijksbank voor economie.
Tobin verdedigde en ontwikkelde de Keynesiaanse economische ideeën. Hij geloofde dat regeringen zich moesten mengen in de economie om die te stabiliseren en recessies te voorkomen. Zijn academisch werk heeft invloedrijke bijdragen geleverd aan de studie van investeringen, monetaire en fiscale politiek en financiële markten.
Buiten de academische wereld werd Tobin bekend voor zijn suggestie van een belasting op financiële wisseltransacties, nu bekend als de Tobintaks. Die was bedoeld om de, volgens hem, niet-productieve speculaties op de wisselmarkten tegen te gaan. Hij suggereerde ook dat de opbrengsten van de taks zouden kunnen gebruikt worden om projecten te financieren ten voordele van de derde wereld of om de Verenigde Naties te ondersteunen.
1969: Frisch, Tinbergen ·
1970 : Samuelson ·
1971: Kuznets ·
1972: Hicks, Arrow ·
1973: Leontief ·
1974: Myrdal, Hayek ·
1975: Kantorovitsj, Koopmans ·
1976: Friedman ·
1977: Ohlin, Meade ·
1978: Simon ·
1979: Schultz, Lewis ·
1980: Klein ·
1981: Tobin ·
1982: Stigler ·
1983: Debreu ·
1984: Stone ·
1985: Modigliani ·
1986: Buchanan ·
1987: Solow ·
1988: Allais ·
1989: Haavelmo ·
1990: Markowitz, Miller, Sharpe ·
1991: Coase ·
1992: Becker ·
1993: Fogel, North ·
1994: Harsanyi, Nash, Selten ·
1995: Lucas ·
1996: Mirrlees, Vickrey ·
1997: Merton, Scholes ·
1998: Sen ·
1999: Mundell ·
2000: Heckman, McFadden ·
2001: Akerlof, Spence, Stiglitz ·
2002: Kahneman, Smith ·
2003: Engle, Granger ·
2004: Kydland, Prescott ·
2005: Aumann, Schelling ·
2006: Phelps ·
2007: Hurwicz, Maskin, Myerson ·
2008: Krugman ·
2009: Ostrom, Williamson ·
2010: Diamond, Mortensen, Pissarides ·
2011: Sims, Sargent ·
2012: Roth, Shapley  ·
2013: Fama, Hansen, Shiller  ·
2014: Tirole  ·
2015: Deaton  ·
2016: Hart, Holmström ·
2017: Thaler ·
2018: Nordhaus, Romer ·
2019: Banerjee, Duflo, Kremer ·
2020: Milgrom, Wilson ·
2021: Imbens, Angrist, Card ·
2022: Bernanke, Diamond, Dybvig ·
2023: Goldin ·
2024: Acemoglu, Johnson, Robinson
- Bibsys: 90052231
- Biblioteca Nacional de España: XX957261
- Bibliothèque nationale de France: cb11926740w (data)
- CiNii: DA00620898
- Gemeinsame Normdatei: 118623036
- International Standard Name Identifier: 0000 0001 2277 1576
- Library of Congress Control Number: n50013841
- Nationale Bibliotheek van Letland: 000018515
- Mathematics Genealogy Project: 200150
- National Archives and Records Administration: 10581257
- Bibliotheek van het Japanse parlement: 00458849
- Nationale Bibliotheek van Tsjechië: mzk2004231283
- Nationale bibliotheek van Australië: 35551419
- Nationale Bibliotheek van Israël: 987007268945505171
- Nationale Bibliotheek van Polen: a0000002173208
- Nationale en Universitaire bibliotheek Zagreb: 000096525
- Nederlandse Thesaurus van Auteursnamen: 069364133
- Réseau des bibliothèques de Suisse occidentale: 02-A003903346
- LIBRIS: 324692
- SNAC: w6s503hn
- Système universitaire de documentation: 027164608
- Trove: 993132
- Virtual International Authority File: 19685049
- WorldCat: E39PBJfGVPbMWMRBdYYHty6qcP